# Джохан бин Джаафар
Джо́хан бин Джаафа́р (малайск. Johan bin Jaafar; р. 9 ноября 1953 года, Сунгай-Баланг-Бесар, Муар, штат Джохор) — малайзийский  писатель, драматург, журналист.

## Краткая биография
Закончил в 1970 году английскую школу в Семерахе, а 1973 году — высшую ступень средней школы в Мувре. В 1974—1977 годах учился в Университете Малайя. В 1991 году занимался на курсах по литературной критике в Ноттингемском университете (Англия).
Трудовую деятельность начал в 1977 году сотрудником Совета по языку и литературе, в 1988—1990 гг. возглавлял отдел журналов, затем издательский отдел совета. В 1992—1998 гг. был главным редактором издательской группы «Утусан Мелаю». Был снят с этого поста за тесные связи с бывшим заместителем премьер-министра Малайзии Анваром Ибрагимом, впавшем в немилость и осуждённом за коррупцию. Среди других должностей, которые он занимал: председатель правления Совета по языку и литературе (2006 −2010), председатель корпорации «Медиа-Прима» (2009—2015), член жюри по присуждению премии «Мердека» (Независимость) (2008—2010). В настоящее время является председателем издательской группы «Нью Стрейтс Таймс», председателем консультационной группы Комитета по борьбе с коррупцией, членом Фондовой корпорации высшего образования. Ему присвоено также звание адъюнкт-профессора Университета Лок Винга (2011) и Северного университета Малайзии (2012).

## Творческая деятельность
Начал сочинять и ставить пьесы ещё в школе. Особенно активно занялся писательским творчеством будучи студентом Университета Малайя, где стал членом культурного объединения «Кусума» (Цветок). На сцене экспериментального театра университета поставлены его первые пьесы «О город мой, город» (1975) и «Суховей» (1976). Причём, он выступил не только как автор, но и постановщик. Работа в Совете по языку и литературе проходила в постоянном общении с другими сотрудниками совета-уже известными писателями, такими как Баха Заин, Анвар Ридван, Динсман, Сутунг Умар Рс и др. Вместе с ними он участвовал в деятельности организации «Дети природы», кредо которой было «свобода эксперимента и творчества». Как и Динсман, Джохан избрал главным своим направлением абсурдисткий и экзистенциалистский жанр, полагая, что он больше всего подходит к ситуации в стране. При этом пьесы Джохана пронизаны элементами традиционного театра, например, малайской оперы (бангсаван). Кроме пьес для театра он пишет также пьесы для радио и телевидения.
Активно выступает и как журналист, являясь колумнистом газет «Берита Хариан» и «Нью Стрейтс Таймс».

## Основные публикации

Сборник пьес Джохана Джаафара на выставке "Драматургия стран Востока" в РГБ 7.6. 2018.

### Пьесы
- Angin Kering (Суховей). Kuala Lumpur: Dewan Bahasa dan Pustaka, 1981.
- Sang Puteri (Принцесса). Kuala Lumpur: Sarjana Enterprise Sdn. Bhd., 1982.[2].
- Asy Syura (Ассура). Kuala Lumpur: Dewan Bahasa dan Pustaka, 1985.
- Pemain (Игрок). Ampang Jaya: Oen Industries, 1987.
- Hari-hari Terakhir Seorang Seniman (Последние дни художника). Kuala Lumpur: Dewan Bahasa dan Pustaka, 1988 (по повести Анвара Ридвана).
- Langit Petang: 12 Tahun Kemudian (Вечернее небо: 12 лет спустя). Kuala Lumpur: Dewan Bahasa dan Pustaka, 1991 (по рассказу Абдул Самад Саида.
- Arah ke Mana (Куда идти). Kuala Lumpur: Dewan Bahasa dan Pustaka, 1984.
- Hujan Malam (Ночной дождь) (peny. bersama Hashim Awang). Petaling Jaya: Penerbit Fajar Bakti Sdn. Bhd., 1986.
- Asy Syura. Empat Drama TV (Ащ Щура. Четыре драмы ТВ). Kuala Lumpur: Dewan Bahasa dan Pustaka, 2016.

### Повести
- Warna Tinta (Цвет чернил). Kuala Lumpur: Penerbitan Utusan Melayu (M) Sdn. Bhd., 1976.
- Genta Rasa (Колокол чувств). Kuala Lumpur: Utusan Publication & Distributors Sdn. Bhd., 1977.
- Laguku Untukmu (Моя песня для тебя). Kuala Lumpur: Rahman Mat Media, 1979.

### Повести для детей
- Api di Tanah Perkuburan (Огонь на кладбище). Singapura: Pustaka Nasional, 1973.
- Misteri Pulau Batu (Тайна острова Бату). Singapura: Pustaka Nasional, 1974.
- Tangan-tangan Kaku (Руки-крюки). Kuala Lumpur: Dewan Bahasa dan Pustaka, Cetakan Pertama, 1987.

### Рассказы
- Pelarian Sang Hero (Бегство героя). Kuala Lumpur: Eastern Universities Press (M) Sdn. Bhd., 1980.
- Potret Seorang Anu Sebagai Anu (Портрет некого лица, выдающего себя за некое лицо) — «Dewan Sastera», Februari 1983

### Литературоведческие труды
- Sejarah Kesusasteraan Melayu (История малайской литературы) (bersama Safian Hussain et. al.) (Jilid I). Kuala Lumpur: Dewan Bahasa dan Pustaka, 1981.
- Pengenalan Kritikan Sastera (Введение в литературную критику), M. (peny. bersama Hamdan Yahya dan Shamsudin Jaafar). Kuala Lumpur: Dewan Bahasa dan Pustaka, 1983.

## Переводы на английский
- Johan Jaaffar. These are my plays. Translated and Introduced by Solehah Ishak. Kuala Lumpur: ITBM, 2014.

## Награды и премии
- Медаль "За преданность короне Селангора) (1994)
- Медаль «Рыцарю-защитнику страны» (1995)
- Медаль «Комодору За заслуги перед государством» и звание «Датук» (1997)
- Литературная премия группы «Утусан» (2001)
- Главная литературная премия (2000/2001)
- Орден «Комодору-защитнику страны» и звание «Тан Сри» (2014)